# John W. Glenister
John William Glenister, né le 11 janvier 1874 à New York dans l'État de New York et mort le 14 octobre 1937 à Santa Monica en Californie, est un éditeur de pulps magazines et de comics américain.

## Biographie
John William Glenister est né à New York le 11 janvier 1874. Il est le fils unique de Joseph Glenister (né en 1849) et de Sarah Morris (née en 1853), tous les deux natifs d'Angleterre. Ses parents traversent l'océan pour s'établir à New York en Amérique en 1870. Son père Joseph est un agent commercial. Selon ses dires, John commença sa carrière en passant les journaux dès l'âge de neuf ans. Lorsque son père meurt en 1885 sa mère partit s'installer au Rhode Island où elle trouva un travail comme servante dans une maison privée.
À l'âge de 14 ans il se rendait à Chicago en embarquant sur des trains de marchandises, où il trouvait de menus emplois un peu partout dans la ville. Plus tard il déménage au Rhode Island où il devient un nageur professionnel et établit même un record. Après être devenu célèbre en étant le premier homme à survivre à la nage la rivière Niagara il se mit à travailler pour divers journaux. Puis il gravit les échelons petit à petit pour devenir en 1919 le vice-président de Warner Publications qui publiait notamment Saucy Stories et The Parisienne. Il se mit ensuite à la publication de magazines et avec son associé John Byrne "Jack" Kelly il sortit en 1921 son premier magazine de fiction contenant des histoires basées sur le thème de l'aventure. En 1921, les deux associés fondèrent la Fiction House Publishing Company et publièrent durant plusieurs années des pulps magazines. Puis après la mort de son associé (Jack Kelly), Fiction House cessa la production pour une courte période d'environ deux ans pour reprendre ses activités en janvier 1934 avec la production de nouveaux pulps magazines puis plus tard des comics tels Planet Comics, Wings Comics et Jungle Comics.

### Vie personnelle
En 1901 J. W. Glenister épousa Emma Swanburg qui mourut deux ans plus tard en donnant naissance à son enfant. En 1904 il se maria avec Julia Alice Mitchell qui lui donna trois filles. En juin 1930, sa santé commençant à décliner et le faire souffrir, il se retira de la publication de Fiction House et en octroya la gérance à son gendre Thurman T. Scott. En avril 1937 sa femme, Julia Alice, décéda, puis quelques mois après, le 14 octobre 1937, John W. Glenister meurt d'une crise cardiaque à Santa Monica à l'âge de 63 ans.